# Nisi-Hamna Ike
Nisi-Hamna Ike är en sjö i Antarktis. Den ligger i Östantarktis. Norge gör anspråk på området. Nisi-Hamna Ike ligger 24 meter över havet.